# Casa memorială Boris Glavan (Țarigrad)
Casa memorială Boris Glavan este o clădire amplasată în Țarigrad, raionul Drochia, Republica Moldova. Este un monument istoric de importanță națională inclus în Registrul monumentelor Republicii Moldova ocrotite de stat cu nr. 654 (raionul Drochia). Datează din 1964.